# Schwabmühlhausen
Schwabmühlhausen ist ein Pfarrdorf und Ortsteil der Gemeinde Langerringen im schwäbischen Landkreis Augsburg in Bayern (Deutschland).

Zur Gemarkung gehört auch der Weiler Schwabaich.

## Geographie
Durch das Dorf fließt die Singold. Schwabmühlhausen ist die südlichste Gemarkung im Landkreis Augsburg.
Die Kreisstraße A 18 führt von Langerringen über Schwabmühlhausen zur Landkreisgrenze nach Großkitzighofen, wo sie in die  Kreisstraße OAL 25 übergeht.

## Geschichte
Schwabmühlhausen ist seit dem 11. Jahrhundert urkundlich erwähnt, jedoch schon erheblich früher besiedelt worden. Bereits zu Beginn des 12. Jahrhunderts gehörte ein Teil des Grundbesitzes dem Kloster Rottenbuch. 1388 ist das ganze Dorf im Krieg zwischen den bayerischen Herzögen und der Stadt Augsburg niedergebrannt worden. Drei Grenzverträge, zuletzt von 1785, regelten das Verhältnis zwischen Bayern und Rottenbach.
1800 entging der Ort durch eine hohe Kontributionsleistung der Plünderung durch französische Truppen (Votivbild von 1802 in der Pfarrkirche). Bei der Säkularisation 1803 wurde das Hochstift Rottenbuch aufgehoben und die Landeshoheit kam an das Kurfürstentum Bayern.
1904/05 erfolgte die erste Flurbereinigung und 1982 wurde die zweite Maßnahme abgeschlossen. 1907/08 erfolgte die Begradigung der Singold.
1964 wurde das Gemeindewappen verliehen.
In jüngerer Zeit wurden unter anderem folgende öffentlichen Einrichtungen geschaffen oder verbessert: 1976 Fertigstellung des Feuerwehrhauses, 1979 Eröffnung des Schützenheimes im ehemaligen Schulhaus, 1982 Erweiterung des Friedhofes und Neubau des Leichenhauses, 1996 Errichtung einer neuen Kanalisation, 1993 bis 2003 Sanierung und Umbau des Pfarrhofes mit Einrichtung eines Mehrzweckraumes im Bereich des ehemaligen Stadels.

## Gemeinde
Schwabmühlhausen wurde 1818 durch das zweite Gemeindeedikt eine selbstständige Gemeinde. Bis zur Gebietsreform in Bayern am 1. Juli 1972 gehörte die Kommune mit ihrem Ortsteil zum Landkreis Schwabmünchen und wurde dann dem Landkreis Augsburg (zunächst mit der Bezeichnung Landkreis Augsburg-West) zugeschlagen. Am 1. Mai 1978 wurde Schwabmühlhausen in die Gemeinde Langerringen eingegliedert. Letzter Bürgermeister vor der Eingemeindung war von 1961 bis 1978 Heinrich Ritter.

## Kirche
Die katholische Pfarrei Sankt Martin in Schwabmühlhausen gehört zum Dekanat Schwabmünchen im Bistum Augsburg. Zur Pfarrei gehört auch Schwabaich.
Die Pfarrkirche St. Martin ist ein barocker Saalbau von 1758 von Michael Stiller. Das Turmuntergeschoss geht auf das 13. Jahrhundert zurück, das Turmoktogon ist von 1719 und die Zwiebelhaube von 1764. Wand- und Deckenfresken schuf Johann Baptist Enderle.

## Denkmäler

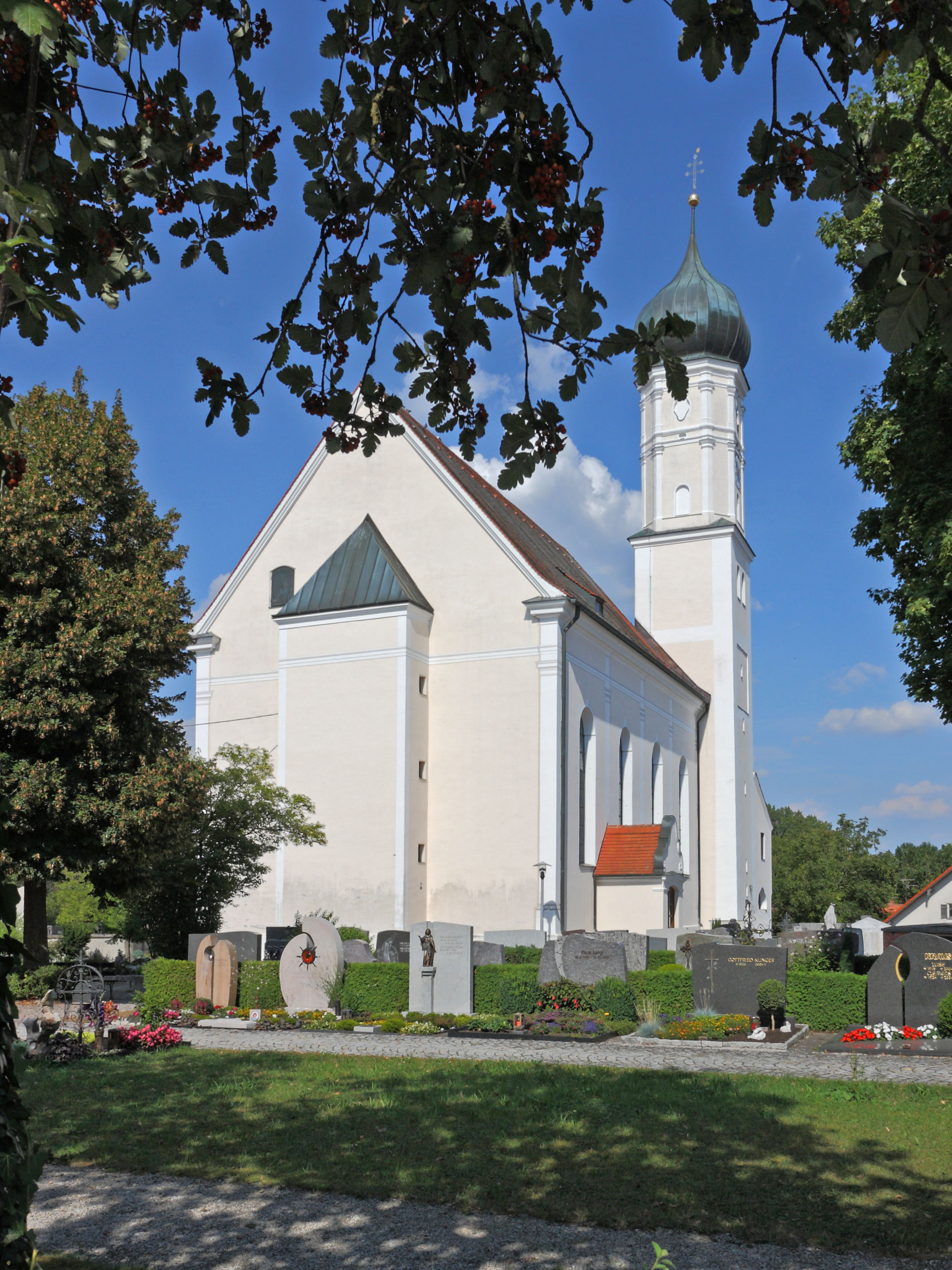
Pfarrkirche St. Martin

Neben der Pfarrkirche sind fünf Objekte in die Denkmalliste eingetragen:
- Stadel, Bauernstraße 2
- Wandfresko mit der Mantelspende von St. Martin, Bauernstraße 4
- Pfarrhaus, Kirchberg 10
- Katholische Kapelle St. Rochus, sogenannte Pestkapelle, Römerstraße 15
- Wegkapelle Nähe Singoldstraße

Siehe: Liste der Baudenkmäler in Schwabmühlhausen.